# NGC 3841
NGC 3841 este o liner situată în constelația Leul. A fost descoperită în 25 martie 1827 de către John Herschel. Se află la o distanță de 100,93 megaparseci de Pământ.